# Nizō Yamamoto

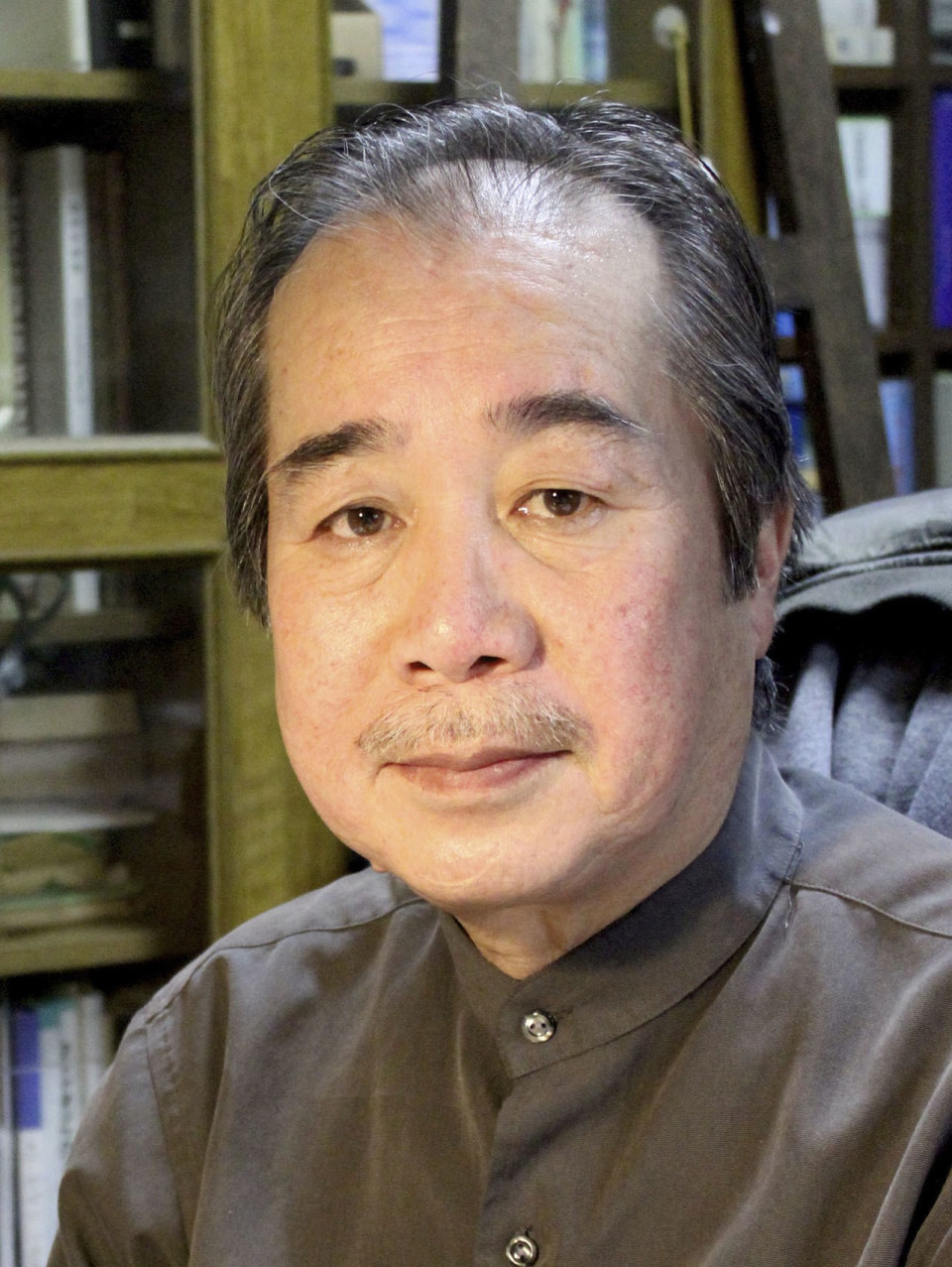
Nizō Yamamoto, 2023

Nizō Yamamoto (japanisch 山本 二三 Yamamoto Nizō; * 27. Juni 1953 in Gotō, Japan; † 19. August 2023) war ein japanischer künstlerischer Leiter, Hintergrundzeichner und Regisseur, der vor allem für Studio Ghibli tätig war.

## Leben
Yamamoto studierte Architektur in der Präfektur Gifu und danach an einer Kunstschule in Tokio. Währenddessen begann er, Hintergründe für Animes zu zeichnen. Seine erste Arbeit als künstlerischer Leiter war Future Boy Conan von 1978. Dabei arbeitete er bereits mit Hayao Miyazaki und Isao Takahata zusammen, für deren Studio Ghibli er später immer wieder tätig sein sollte. Er war Gründer und Geschäftsführer des Studios Kaieisha, das Hintergründe und andere Zuarbeiten für Anime-Studios anbietet.
Besonders bekannt war Yamamoto für seine Wolkenlandschaften, die sowohl realistisch als auch fantasievoll wirkten. Eine Ausstellung seiner Arbeiten, die durch Japan tourte, zog über 900.000 Besucher an. 2018 wurde in seiner Heimatstadt ein Kunstmuseum unter seinem Namen eröffnet. Neben seinen Filmen arbeitete er an seinem Lebensende an einem Manga über Volkssagen aus seiner Heimat, deren letzte Seite er jedoch nicht mehr fertigstellen konnte. Yamamoto starb am 19. August 2023 im Alter von 70 Jahren an Magenkrebs.

## Filmografie
Regie
- 1991: Onigiri Kororin
- 2007: Miyori no Mori
- 2017: Tenjo Taifu

Künstlerische Leitung
- 1978: Future Boy Conan
- 1981: Jarinko Chie
- 1984: Die Abenteuer des Sherlock Holmes
- 1986: Das Schloss im Himmel
- 1988: Die letzten Glühwürmchen
- 1989: Nemo
- 1990: Ojisan Kaizou Kouza
- 1991: Onigiri Kororin
- 1992: Dōgen Sama
- 1993: Tōi Umi kara Kita Kū
- 1995: Tobira wo Akete
- 1997: Prinzessin Mononoke
- 1999: Clover
- 1999: Yocchan no Biidama
- 2004: Fantastic Children
- 2006: Das Mädchen, das durch die Zeit sprang
- 2009: Kawa no Hikari

Hintergrundzeichner (Auswahl)
- 1979: Anne mit den roten Haaren
- 1980: Lupin III.: Part 2
- 1980: Space Firebird 2772
- 1987: Robot Carnival
- 1991: Tränen der Erinnerung – Only Yesterday
- 1995: Stimme des Herzens – Whisper of the Heart
- 2005: Fullmetal Alchemist – Der Film: Der Eroberer von Shamballa
- 2019: Weathering With You – Das Mädchen, das die Sonne berührte

## Artbooks
Von Yamamoto erschienen auch vier Artbooks:
- Nizou Yamamoto Works from Film (山本二三画集 フィルムからの言葉). Kadokawa Shoten, 1993. ISBN 978-4-04-852462-9
- The Background Art Of Yamamoto Nizo (山本二三背景画集). Kosaido Publishing, 2012. ISBN 978-4-331-51601-0
- Yamamoto Nizo Landscape Painting (山本二三 風景を描く). Bijutsu Shuppan, 2013. ISBN 978-4-568-38905-0
- 100 Views Yamamoto Nizo (山本二三百景 新装版). EI Publishing, 2019. ISBN 978-4-7779-5445-2